# Erg Mountain Park
Erg Mountain Park är en park i Kanada.   Den ligger i provinsen British Columbia, i den centrala delen av landet, 3 300 km väster om huvudstaden Ottawa. Erg Mountain Park ligger 1 886 meter över havet.
Terrängen runt Erg Mountain Park är kuperad norrut, men söderut är den bergig. Erg Mountain Park ligger uppe på en höjd. Trakten runt Erg Mountain Park är nära nog obefolkad, med mindre än två invånare per kvadratkilometer.. Det finns inga samhällen i närheten.
I omgivningarna runt Erg Mountain Park växer i huvudsak barrskog.